# NGC 4027
NGC 4027 (również PGC 37773 lub Arp 22) – galaktyka spiralna z poprzeczką (SBd), znajdująca się w gwiazdozbiorze Kruka w odległości 75 milionów lat świetlnych. Została odkryta 7 lutego 1785 roku przez Williama Herschela.
W galaktyce NGC 4027 zaobserwowano supernową SN 1996W.
NGC 4027 należy do grupy galaktyk NGC 4038.